# Rebop Kwaku Baah
Anthony "Rebop" Kwaku Baah est un percussionniste ghanéen né le 13 février 1944 à Katongo au Ghana, et mort le 13 janvier 1983 à Stockholm (Suède). Il est surtout connu pour avoir fait partie des groupes Traffic et Can.

## Biographie
Après avoir rencontré Traffic lors d'une tournée en Suède, il rejoint le groupe en 1971. Il travaille alors sur les albums Welcome to the Canteen, The Low Spark of High Heeled Boys, Shoot Out at the Fantasy Factory et On the Road avec le groupe anglais. En parallèle, il enregistre ses propres albums et participe en 1973 à l'album  Eric Clapton's Rainbow Concert d'Eric Clapton.
Après la séparation définitive de Traffic en 1974, il joue sur le premier album de Steve Winwood en 1977, puis rejoint, en compagnie du bassiste Rosko Gee, le groupe de rock allemand Can, avec lequel il jouera jusqu'à sa séparation 1979. Il apparaît néanmoins sur les albums Saw Delight, Out of Reach et Can.
En 1983, il collabore avec le groupe Zahara pour un album, toujours en compagnie de Rosko Gee, mais meurt peu de temps après, d'une hémorragie cérébrale, en plein concert à Stockholm. Son album, Melodies in a Jungle Mans Head, sortira à titre posthume, bien qu'inachevé.

## Discographie

### Solo
- 1972 Reebop (Island Records)
- 1973 Anthony Reebop Kwaku Baah (Philips)
- 1977 Trance (Avec Ganoua)[1]
- 1983 Melodies in a Jungle Man's Head

### Avec Traffic
- 1971  Welcome to the Canteen
- 1971 The Low Spark of High Heeled Boys
- 1973 Shoot Out at the Fantasy Factory
- 1973 On the Road

### Avec Can
- 1977 Saw Delight
- 1978 Out of Reach
- 1979 Can

### Collaborations
- 1968 Wynder K. Frog, Out Of The Frying Pan
- 1969 Randy Weston, African Cookbook
- 1972 Jim Capaldi, Oh How We Danced
- 1973 Eric Clapton, Eric Clapton's Rainbow Concert
- 1973 Free, Heartbreaker, (Joue les congas sur "Wishing Well")
- 1973 Rolling Stones, Goats Head Soup
- 1973 Third World, Aiye-Keta (Avec Steve Winwood et Abdul Lasisi Amao)
- 1974 Vivian Stanshall, Men Opening Umbrellas Ahead
- 1975 Jim Capaldi, Short Cut Draw Blood
- 1975 Billy Cobham A Funky Thide of Sings
- 1977 Steve Winwood, Steve Winwood
- 1983 The Unknown Cases, "Masimbabele" (12" 45)
- 1983 The Unknown Cases, Cuba
- 1984 Wally Badarou, Echoes (Joue sur "Jungle")[2]
- 1985 Free, "Wishing Well" 12" remix (Joue les congas)